# Moses Alobo
Moses Alobo est un médecin kenyan, chercheur en santé publique et entrepreneur social. Il dirige le programme Africa Grand Challenges de l'Académie africaine des sciences. Il se spécialise dans la mise en œuvre de la recherche en santé dans les pays à ressources limitées, y compris les programmes de vaccinologie et de résistance aux antimicrobiens. Pendant la pandémie de COVID-19, Alobo a dirigé la réponse de l'Académie africaine des sciences à la maladie à coronavirus.

## Enfance et éducation
Alobo a grandi au Kenya. Il a fréquenté le lycée Alliance (en). Alobo a étudié la médecine à l'Université de Nairobi. Il a déménagé au Royaume-Uni en tant que Chevening Scholar en 2005, où il a rejoint l'Université de Birmingham. Il y obtient une maîtrise en santé publique, spécialisée en épidémiologie et statistiques.

## Carrière
Alobo a travaillé comme directeur médical chez GlaxoSmithKline ainsi que pour Hoffmann-La Roche,.
En 2014, Alobo a été sélectionné comme Archbishop Desmond Tutu Leadership Fellow et a rejoint la Saïd Business School de l'Université d'Oxford. Plus tard cette année-là, il a été nommé au conseil d'administration du Kenya Medical Research Institute. Alobo est le directeur de programme du programme Grand Challenges de l'Académie africaine des sciences.
Alobo a rejoint la London School of Hygiene and Tropical Medicine en 2018 en tant que Global Health Leadership Fellow. Pendant la pandémie de Covid-19, Alobo a été nommé chef de la réponse de l'Académie africaine des sciences à la maladie à coronavirus,. En particulier, il a appelé les gouvernements et les parties prenantes à soutenir la réponse de santé publique en Afrique,,. Il a travaillé avec l'Organisation mondiale de la santé pour interroger des chercheurs et des médecins africains afin de mieux cerner leurs priorités dans la lutte contre les coronavirus. Elle a constaté que la majorité des personnes interrogées souhaitaient une aide dans les domaines de la gestion clinique, de la prévention des infections et des études épidémiologiques sur la dynamique de la transmission.

## Publications
- Moses Alobo, Charles Mgone, Joy Lawn et Colette Adhiambo, « Research priorities in maternal and neonatal health in Africa: results using the Child Health and Nutrition Research Initiative method involving over 900 experts across the continent », AAS Open Research, vol. 4,‎ 23 février 2021, p. 8 (ISSN 2515-9321, PMID 34151141, PMCID 8204196, DOI 10.12688/aasopenres.13189.1, lire en ligne, consulté le 21 février 2022)